# Macayo 2.ª Sección
Macayo 2.ª Sección es una localidad del municipio de Reforma ubicado en el noroeste del estado mexicano de Chiapas.

## Geografía
La localidad de Macayo 2.ª Sección se sitúa en las coordenadas geográficas 17°58′35″N 93°16′35″O / 17.976389, -93.276389, a una elevación de 17 metros sobre el nivel del mar.

## Demografía
Según el Conteo de Población y Vivienda 2020, efectuado por el Instituto Nacional de Estadística y Geografía, la localidad de Macayo 2.ª Sección tiene 851 habitantes, de los cuales 418 son del sexo masculino y 433 del sexo femenino. Su tasa de fecundidad es de 2.39 hijos por mujer y tiene 225 viviendas particulares habitadas.
| Gráfica de evolución demográfica de Macayo 2.ª Sección entre 1940 y 2020 |
|                                                                          |
| INEGI.                                                                   |